# L'Année du rat (groupe)
Pour les articles homonymes, voir L'Année du rat.
L'Année du rat est un groupe de rock français, originaire de Paris, actif entre 1996 et 2007.

## Biographie
Le groupe est formé en 1996 à Paris. Ils sortent un premier album baptisé  C'sont les vaches qui vont être contentes en 1997 chez Solo Recording Studio. Cinq ans plus tard, le groupe sort son deuxième album, Les Autres aussi, cette fois chez M10 Records en 2002, également distribué au Québec, Canada, sélectionné par la Fnac Nouvelle scène française.
Côté performances scéniques, ils ont donné à plus de 300 concerts dont des dates au Divan du Monde, la Maroquinerie, la Scène Bastille, Le Nouveau Casino et des nombreux festivals et café-concerts. Ils ont participé au Chantier des Francofolies en 2002 et assuré de nombreuses premières parties (Tri Yann, Astonvilla, Vendetta, etc.)
Le groupe enregistre son troisième et dernier album, Qui se plaint du vide ?, produit par John W. Jones. Il sort en 2005 au label Tripsichord. Le dépôt de bilan de Tripsichord, 15 jours après la sortie de leur troisième album, interrompt l'activité du groupe, qui se séparera en 2007.

## Membres
- Guillaume Dubranle — chant, violon
- Étienne Renard — guit
- Ronald Charvet — guit
- Julien Delval — basse
- Alexandre Ribeaud — batterie
- Olivier Dubranle — chant

## Discographie
- 1997 : C'sont les vaches qui vont être contentes (Solo Recording Studio)
- 2002 : Les Autres aussi
- 2005 : Qui se plaint du vide ?